# Premierzy Wysp Świętego Tomasza i Książęcej
| Osoba                                               | Osoba   | Osoba                                | Kadencja             | Kadencja             | Partia polityczna |
| #                                                   | Portret | Imię i Nazwisko                      | Od                   | Do                   | Partia polityczna |
| --------------------------------------------------- | ------- | ------------------------------------ | -------------------- | -------------------- | ----------------- |
| 1                                                   |         | Leonel Mário d’Alva (1935–)          | 21 grudnia 1974      | 12 lipca 1975        | MLSTP/PSD         |
| 2                                                   |         | Miguel Trovoada (1936–)              | 12 lipca 1975        | 9 kwietnia 1979      | MLSTP/PSD         |
| urząd zniesiony (9 kwietnia 1979 – 8 stycznia 1988) |         |                                      |                      |                      |                   |
| 3                                                   |         | Celestino Rocha da Costa (1937–2010) | 8 stycznia 1988      | 7 lutego 1991        | MLSTP/PSD         |
| 4                                                   |         | Daniel Daio (1947–)                  | 7 lutego 1991        | 16 maja 1992         | PCR–GR            |
| 5                                                   |         | Norberto Costa Alegre (1951–)        | 16 maja 1992         | 2 lipca 1994         | PCR–GR            |
| 6                                                   |         | Evaristo Carvalho (1942–2022)        | 7 lipca 1994         | 25 października 1994 | ADI               |
| 7                                                   |         | Carlos Graça (1931–2013)             | 25 października 1994 | 15 sierpnia 1995     | MLSTP/PSD         |
| wakat (15 sierpnia 1995 – 21 sierpnia 1995)         |         |                                      |                      |                      |                   |
| (7)                                                 |         | Carlos Graça (1931–2013)             | 15 sierpnia 1995     | 31 grudnia 1995      | MLSTP/PSD         |
| 8                                                   |         | Armindo Vaz d’Almeida (1953–2016)    | 31 grudnia 1995      | 19 listopada 1996    | MLSTP/PSD         |
| 9                                                   |         | Raul Bragança Neto (1946–2014)       | 19 listopada 1996    | 5 stycznia 1999      | MLSTP/PSD         |
| 10                                                  |         | Guilherme Posser da Costa (1953–)    | 5 stycznia 1999      | 26 września 2001     | MLSTP/PSD         |
| (6)                                                 |         | Evaristo Carvalho (1942–2022)        | 26 września 2001     | 28 marca 2002        | ADI               |
| 11                                                  |         | Gabriel Costa (1954–)                | 28 marca 2002        | 7 października 2002  | MLSTP/PSD         |
| 12                                                  |         | Maria das Neves (1958–)              | 7 października 2002  | 16 lipca 2003        | MLSTP/PSD         |
| wakat (16 lipca 2003 – 23 lipca 2003)               |         |                                      |                      |                      |                   |
| (12)                                                |         | Maria das Neves (1958–)              | 23 lipca 2003        | 18 września 2004     | MLSTP/PSD         |
| 13                                                  |         | Damião Vaz d'Almeida (1951–)         | 18 września 2004     | 8 czerwca 2005       | MLSTP/PSD         |
| 14                                                  |         | Maria do Carmo Silveira (1960–)      | 8 czerwca 2005       | 21 kwietnia 2006     | MLSTP/PSD         |
| 15                                                  |         | Tomé Vera Cruz (1955–)               | 21 kwietnia 2006     | 14 lutego 2008       | MDFM–PL           |
| 16                                                  |         | Patrice Trovoada (1962–)             | 14 lutego 2008       | 22 czerwca 2008      | ADI               |
| 17                                                  |         | Joaquim Rafael Branco (1953–)        | 22 czerwca 2008      | 14 sierpnia 2010     | MLSTP/PSD         |
| (16)                                                |         | Patrice Trovoada (1962–)             | 14 sierpnia 2010     | 12 grudnia 2012      | ADI               |
| (11)                                                |         | Gabriel Costa (1954–)                | 12 grudnia 2012      | 25 grudnia 2014      | MLSTP/PSD         |
| (16)                                                |         | Patrice Trovoada (1962–)             | 25 grudnia 2014      | 3 grudnia 2018       | ADI               |
| 17                                                  |         | Jorge Bom Jesus (1962?–)             | 3 grudnia 2018       | 11 listopada 2022    | MLSTP/PSD         |
| (16)                                                |         | Patrice Trovoada (1962–)             | 11 listopada 2022    | 6 stycznia 2025      | ADI               |
| 18                                                  |         | Ilza Amado Vaz (1961–)               | 9 stycznia 2025      | 12 stycznia 2025     | ADI               |
| 19                                                  |         | Américo Ramos (?–)                   | 12 stycznia 2025     |                      | ADI               |